# Alexandre De Bruyn
 (décembre 2019).
Si vous disposez d'ouvrages ou d'articles de référence ou si vous connaissez des sites web de qualité traitant du thème abordé ici, merci de compléter l'article en donnant les références utiles à sa vérifiabilité et en les liant à la section « Notes et références ».
Alexandre De Bruyn, né le 4 juin 1994 à Bruxelles en Belgique, est footballeur belge qui joue au poste de milieu offensif au Crossing Schaerbeek (nl).

## Biographie
Avec le club du Lommel SK, il inscrit 16 buts en troisième division belge lors de la saison 2017-2018.

## Palmarès

### En club
|  |  | Lommel SK - Championnat de Belgique de troisième division (1) : - Champion : 2018. |  | Crossing Schaerbeek (nl) - Championnat de Belgique de Division 2 Amateur (1) : - Champion : 2025. |